# Jordi Miralles
Jordi Miralles i Conte (Barcelona, 27 de abril de 1962-14 de octubre de 2015) fue un político, historiador y funcionario de correos español. Fue coordinador general de Esquerra Unida i Alternativa (EUiA) entre 2000 y 2012 y diputado autonómico en el Parlamento de Cataluña desde 2003 a 2012, en la VII, VIII y IX legislaturas. En 2012 fue excluido de la lista electoral y se reincorporó a su trabajo de cartero. Desde junio de 2015 fue quinto teniente de alcalde del Ayuntamiento de Castelldefels por "Movem Castelldefels".

## Biografía
Nació en el barrio de Hostafrancs de Barcelona y vivía en Castelldefels.
De los 17 a los 25 años trabajó como cartero en Barcelona, 3 años con contrato y 4 como funcionario, compaginándolo con sus estudios universitarios.
En este periodo, cuando tenía poco más de 20 años, superó un cáncer en los conductos linfáticos, una experiencia que, Miralles explica en una entrevista en el Canal de Parlamento de Cataluña, marca la vida.
Trabajó como asesor municipal en el ayuntamiento de Castelldefels y asesor parlamentario antes de incorporarse a la política institucional como diputado.

## Trayectoria política
Fue Secretario General de los Colectivos de Jóvenes Comunistas-Juventud Comunista. En 1989 Marià Pere, Secretario General del Partit dels Comunistes de Catalunya le propuso que se incorporara al partido y que asumiera la dirección del periódico Avant.
En 1999 fue candidato por Esquerra Unida i Alternativa a las elecciones del parlamento de Cataluña en el puesto número 2 en la lista encabezada por Antoni Lucchetti pero no logró escaño.
De octubre de 2000 a 2012 fue Coordinador General de Esquerra Unida i Alternativa. Fue designado en la II Asamblea sustituyendo a Antoni Lucchetti que no se presentó a la reelección. Miralles lideró la lista del PCC que fue la más votada frente a la de PSUC viu que lideró Jaume Botey. El relevo en la coordinación general dio lugar a un cambio en la estrategia política de EUiA que pasó de una actitud beligerante con Iniciativa per Catalunya-Verds a la búsqueda de un acuerdo electoral, aprobada en el Consell Nacional celebrado el 22 de febrero de 2002. En marzo de 2003, EUiA celebró su III Asamblea, en la que Miralles fue reelegido coordinador frente a las dos candidaturas alternativas presentadas por PSUC-Viu y la corriente Rojos/Roges. En 2005, fue reelegido con más del 70 % de los votos de la IV Asamblea Nacional de EUiA, como coordinador general de la formación y en 2008, en la V Asamblea, fue reelegido de nuevo con el 92 % de los votos de los delegados.
En la VI Asamblea celebrada en junio de 2012 fue sustituido al frente del partido por Joan Josep Nuet. Nuet lideró la única candidatura que logró el 85 por ciento de avales del Consejo Nacional.

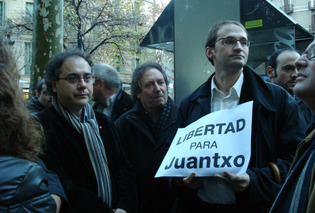
Jordi Miralles.

En la década de 2002 a 2012 Miralles fue también miembro de la Presidencia Federal de Izquierda Unida y del Consejo de Presidente del Partido de la Izquierda Europea además de vicepresidente de la coalición Iniciativa per Catalunya Verds - Esquerra Unida i Alternativa.
Del 2003 al 2012 fue diputado autonómico por la circunscripción electoral de Barcelona (VII, VIII y IX legislatura del Parlamento de Cataluña) y de 2006 a 2010 fue elegido secretario tercero de la Mesa del Parlamento. A finales del 2012 quedó excluido de la lista de Iniciativa per Catalunya Verds - Esquerra Unida i Alternativa.
En 2013 impulsó una corriente crítica denunciando en un manifiesto que Nuet no preservó el pluralismo de la formación y actuó de forma "oportunista".
En las elecciones municipales de mayo de 2015 Miralles ocupó el segundo puesto en la lista Movem Castelldefels liderada por Candela López Tagliafico. En el momento de su muerte formaba parte del gobierno municipal como quinto teniente de alcalde del Ayuntamiento y concejal delegado de Comercio, Turismo, Hostelería y Plan de Barrios.
Desde el año 2002 Miralles publicó artículos de opinión política en la edición catalana del diario El Mundo que recogió en el libro Fent camí per l’esquerra. Cròniques d’uns temps intensos (2002-2010) editado por la Fundación L'Alternativa publicado en 2010.

## Muerte
Falleció el 14 de octubre de 2015 tras una larga enfermedad.